# Thomas Balvay
Thomas Balvay, född den 2 februari 1888 och död 15 juli 1945, var en fransk fotbollsdomare.
Balvay dömde bland annat i det första världsmästerskapet i fotboll 1930.
Det råder delade meningar kring Balvays namn och nationalitet. Han anses av bland annat den engelske historikern Cris Freddi vara en engelsman som bodde och arbetade i Paris under 1920-talet.
Balvay dömde matcher i både Coupe de France och i Copa del Rey. Han blev internationell domare 1922 och han var en av fyra europeiska domare som åkte med till Uruguay för att döma i det första världsmästerskapet i fotboll 1930. Han dömde en match som huvuddomare, gruppspelsmatchen mellan Brasilien och Bolivia som slutade med en seger för Brasilien med 4-0.